# Domingos Jorge Velho
Domingos Jorge Velho (Villa de Parnaíba, 13 de marzo de 1641 - Arraial do Piancó, 2 de abril de 1705) fue un bandeirante paulista. Notable "cazador de indios" y de esclavos fugitivos, lideró las tropas que destruyeron el Quilombo dos Palmares.

## Biografía
Fue hijo de Francisco Jorge Velho y de Francisca Gonçalves de Camargo.
Estuvo en los desiertos de Piauí, Ceará y Paraíba, combatiendo y cazando indios siendo el responsable por la destrucción de varias aldeas. Hacia el año 1675 fundó en Paraíba los arrabales de Formiga y Piancó.
Domingos Jorge Velho — que tenía el grado de mestre de campo — y el capitão-mor Bernardo Vieira de Melo fueron contratados por el gobernador y capitán general de la Capitanía de Pernambuco Caetano de Melo e Castro para erradicar el Quilombo dos Palmares. La acción fue iniciada en enero de 1694 con la partida de las tropas en dirección a la Serra da Barriga.

## Pintura
El bandeirante fue retratado junto con su lugar teniente Antônio Fernandes de Abreu en 1903 por Benedito Calixto. El óleo sobre lienzo mide 140 x 99 cm y forma parte de la colección del Museo Paulista.